# 阿拉斯加独立党
阿拉斯加独立党（英語：Alaskan Independence Party，缩写为AKIP）是美国阿拉斯加州的一个分离主义政党。该党成立于1984年6月14日。该党的政治立场是中间偏右至右翼。该党的意识形态是自由意志主义、阿拉斯加民族主义、自由意志保守主义。该党主张阿拉斯加独立。该党的主席是鲍勃·伯德。1990年—1994年，该党在阿拉斯加州执政。